# Mimosema inornata
Mimosema inornata là một loài bướm đêm trong họ Geometridae.